# 恩騰產業
恩騰產業股份有限公司是已關閉的玩具與電子類遊戲製造商，坐落於加利福尼亞州康普頓。公司與1970與80年代間活躍。

## 電子遊戲機
- Entex Select-A-Game（1981年）
- Entex Adventure Vision（1982年）